# Jörg von Halspach
Jörg von Halspach, né avant 1441 vraisemblablement à Halsbach près d'Altötting et mort le 6 octobre 1488 à Munich, également appelé Halsbach, Ganghofer ou « Jörg von Polling », est un constructeur et architecte munichois de la période gothique tardive.
Jörg von Halsbach est probablement formé à Braunau ou Wasserburg am Inn, où règne une tradition d'architecture gothique. En 1441, il est mentionné pour la première fois lors des travaux de rénovation du chœur de l'église de l'abbaye d'Ettal. Il construit l'église paroissiale de Polling, achevée en 1450.
Son chef-d'œuvre est la Cathédrale Notre-Dame de Munich, construite entre 1468 et 1494. Pour la construction de la voûte, il se rend à Ulm et à Augsbourg, dont il étudie la basilique et la cathédrale. Il débute à Munich par des travaux de rénovation de l'ancien hôtel de ville en 1470, puis en 1478 travaille sur la Kreuzkirche. Entre 1479 et 1484, il construit la tour de l'église de Hall en Tyrol. Il travaille également pour les princes-évêques de Freising. Lorsqu'il meurt en 1488, la cathédrale Notre-Dame est pratiquement terminée, mais les deux dômes ne sont ajoutés que près de quatre décennies plus tard. Ils sont représentés pour la première fois dans une vue de la ville de 1524. Von Halspach est inhumé sous la tour nord.